# スカイ・ハイ・リー
スカイ・ハイ・リー（Ski Hi Lee、本名：Robert Hayes Leedy、1910年2月3日 - 1974年5月31日）は、カナダのプロレスラー。オンタリオ州トロント出身。生年は1921年など諸説ある。
1950年代を中心に、人間離れした異相と巨体を持つ怪奇派のモンスター・ヒールとして活動した。ウイスキーのグラスを噛み砕き、畳針を体に突き刺すなどの奇行パフォーマンスでも知られる。

## 来歴
サーカスやボクシングのキャリアを経て、1940年代中盤にプロレスラーとしてデビュー。1951年2月26日、アルバータ州エドモントンにてアル・ミルズを破り、カルガリー版のNWAカナディアン・ヘビー級王座を獲得。翌1952年1月10日にはアメリカ合衆国のオハイオ州トレドにて、ルー・テーズのNWA世界ヘビー級王座に挑戦している。
以降も1950年代はカナダを主戦場に活動を続け、フリッツ・フォン・エリック、ホイッパー・ビリー・ワトソン、キラー・コワルスキー、ベアキャット・ライト、ジョージ・ゴーディエンコ、パット・オコーナー、バーン・ガニア、ベン&マイク・シャープなどの強豪と対戦。バンクーバーでは1955年にテキサス・マッケンジーとの巨人レスラー同士の抗争を展開した。
1958年7月、ハワイのホノルルで力道山と対戦。9月には日本プロレスに初来日、ドン・レオ・ジョナサンと大型タッグチームを結成して、蔵前国技館での力道山とのシングルマッチも行われた。来日時は『三菱ダイヤモンド・アワー プロレスリング中継』の放送開始時期であり、番組のプロモーションとして、ジョナサンと共にオープンカーでのパレードにも参加している。
1960年代よりヨーロッパに渡り、1961年から1962年にかけてはドイツにて若手時代のビル・ロビンソンやホースト・ホフマン、1965年にはイギリスでアル・ヘイズと対戦した。
1968年6月、当時ヨーロッパを外国人選手の招聘ルートとしていた国際プロレスに参戦。10年ぶりの再来日を果たす。とうに全盛期を過ぎ、体も痩せ細っていたものの、ジ・アウトローことゴードン・ネルソンと組んで豊登&サンダー杉山のTWWA世界タッグ王座に挑戦した。
1974年5月31日、ロンドンで死去。全盛時はトロントで観光用の牧場やレストランを経営していたが、試合前にも控室でウイスキーをガブ飲みするなどの酒びたりの生活だったため、後年はアルコール依存症が悪化し、引退後は酒場の用心棒をしていたともされる。

## 得意技
- ベアハッグ
- ヘッドロック
- ココナッツ・クラッシュ
- バックブリーカー
- ニー・ドロップ
- パンチ

## 獲得タイトル
- NWAカナディアン・ヘビー級王座（カルガリー版）：2回[6]
- NWAカナディアン・タッグ王座（カルガリー版）：2回（w / アール・マクレディ、ドン・リー）[17][18]